# Gustav Metzger
Gustav Metzger (Norimberga, 10 aprile 1926 – Londra, 1º marzo 2017) è stato un artista tedesco.
Nato in Germania da una famiglia ebraica polacca, Gustav Metzger fu tra i circa 10.000 minori non accompagnati giunti come rifugiati in Inghilterra nel 1939 grazie al Kindertransport. Sopravvisse così all'Olocausto.

## Opere
Esponente dell'azionismo, nelle sue opere viene tematizzato il potenziale distruttivo del XX secolo, ed è sviluppata in particolare una critica al capitalismo e al sistema dell'arte. Metzger è stato l'inventore della "Auto Creative Art", "Auto Destructive Art", "pittura cinetica" e "Historic Photographs".

## Mostre (selezione)
- 1959 Monmouth Street, Londra
- 1960 "Manifest der autodestruktiven Kunst"
- 1962 ICA, Londra: "Fluxus"
- 1966 Organisation des Destruction In art Symposium (DIAS), London, Teilnahme von Vertretern des Wiener Aktionismus und Künstlern der Fluxus-Bewegung wie Al Hansen und Wolf Vostell, Dichter, Musiker und Psychologen, unter ihnen John Lennon und Yōko Ono, u.a. Stellungnahme zum Vietnamkrieg.[1]
- 1972 Documenta 5 in Kassel in der Abteilung Individuelle Mythologien
- 1998 Retrospektive Oxford Museum of Modern Art, Oxford
- 1999 Kunsthalle Nürnberg; Spacex Gallery, Exeter
- 2002 Kunstmuseum Wolfsburg
- 2003 Biennale Venedig; Biennale Lyon; South London Gallery, Londra
- 2004 Tate Britain, Londra
- 2005 Generali Foundation, Vienna

## Collezioni pubbliche
- Migros Museum für Gegenwartskunst

## Pubblicazioni
- Gustav Metzger. Geschichte Geschichte. Sabine Breitwieser (Hg.) für die Generali Foundation, Wien. Vorwort von Dietrich Karner, Einleitung von Sabine Breitwieser, Texte von Justin Hoffmann, Gustav Metzger, Kristine Stiles, Andrew Wilson. Dt., 310 Seiten, 35 Farb- und 150 s/w-Abbildungen, Softcover. Verlag der Buchhandlung Walther König, Köln 2005. ISBN 3-901107-46-0.
- Gustav Metzger, Act or Perish! – A Retrospective. Nero, 2016, ISBN 978-88-97503-87-3.[2]